# پایگاه هوایی هاماماتسو
پایگاه هوایی هاماماتسو (به انگلیسی: Hamamatsu Air Base) یک فرودگاه نظامی است که یک باند فرود بتن دارد و طول باند آن ۲۵۵۰ متر است. این فرودگاه در شهر هاماماتسو کشور ژاپن قرار دارد .